# Jogašjávri
Jogašjávri eller Jokushjavri är en sjö i Finland. Den ligger i kommunen Enontekis i landskapet Lappland, i den norra delen av landet, 1 000 km norr om huvudstaden Helsingfors. Jogašjávri ligger 586,5 meter över havet. Den ligger vid sjön Porojavri. Omgivningarna runt Jogašjávri är i huvudsak ett öppet busklandskap. Arean är 1,17 kvadratkilometer och strandlinjen är 6,13 kilometer lång. Sjön  ingår i Torne älvs huvudavrinningsområde. 